# Synanthedon caucasica
Synanthedon caucasica is een vlinder uit de familie wespvlinders (Sesiidae), onderfamilie Sesiinae.
Synanthedon caucasica is voor het eerst wetenschappelijk beschreven door Gorbunov in 1986. De soort komt voor in het Palearctisch gebied.